# Osiris atriventris
Osiris atriventris är en biart som beskrevs av Heinrich Friese 1930. Osiris atriventris ingår i släktet Osiris och familjen långtungebin. Inga underarter finns listade i Catalogue of Life.